# Значка за борбу против партизана
Значка за борбу против партизана (немачки Bandenkampfabzeichen) је била немачка војна значка из Другог светског рата.
Значка је настала због све већег организованог покрета отпора у државама које је окупирао Трећи рајх. Ти покрети отпора су најизраженији били у Југославији, Совјетском Савезу, Француској, Грчкој, Пољској и Албанији. Значка је установљена 30. јануара 1944. године и била је намењена оним војницима који су дуже време учествовали у акцијама против покрета отпора. Додељивана је у три боје: златној, сребрној и бронзаној.

## Опис
Значка се темељила на оригиналној значки припадника Шлеског "Freikorps" из 1919. године и била је овалног облика. Обод је представљао венац од храстовог лишћа, а на средини се налазио римски мач, који је пробадао митску Хидру, која је у овом случају представљала партизане. Мач је на штитнику за руку имао осунчену свастику која је представљала немачку војску и све припаднике страних јединица који су ратовали на страни осовине. На врху мача била је лобања која симболизује припаднифе СС-а и одлучност немачке да порази покрете отпора.

## Критеријим за додељивање значке
Критеријуме за добијање значке израдио је Хајнрих Химлер 1. фебруара 1944. године.
Бронзани знак
- 20 дана ратовања за припаднике копнених јединица
- 30 дана ратовања за припаднике Луфтвафе

Сребрни знак
- 50 дана ратовања за припаднике копнених јединица
- 75 дана ратовања за припаднике Луфтвафе

Златни знак
- 100 дана ратовања за припаднике копнених јединица
- 150 дана ратовања за припаднике Луфтвафе

Додељено је било 1650 бронзаних, 510 сребрних и 47 златних значки, међутим тачан број подељених значки је непознат.